# Dengeki Maoh
A Dengeki Maoh (電撃「マ）王; Hepburn: Dengeki Maō) japán szeinen magazin, amit az ASCII Media Works ad ki minden hónapban. Az első számát 2005. október 27-én adták ki. Videójátékokról, mangákról és light novelekről írnak benne. A magazin különleges kiadása a Dengeki Black Maoh negyedévente jelenik meg.

## Sorozatok

### A Dengeki Maohban
- Aruite Ippo
- Bokuszacu Tensi Dokuro-csan
- Disgaea 2: Cursed Memories
- Enburio
- eM -eNCHANTarM-
- Furatto Rain
- Immortal Grand Prix
- Irija no Szora, UFO no Nacu
- Icudemo Dzsakuszanszei
- Monster Hunter
- Ókami to kósinrjó
- Persona 3
- Rumble Roses
- Rune Factory 2
- Tales of the Abyss
- Tensó Gakuen Gekkó Roku
- Utavarerumono

### A Dengeki Black Maohban
- Icsigeki Saccsu!! HoiHoi-szan Legacy
- Moetan
- Persona 4
- Sakugan no Shana X Eternal song -Harukanaru Uta-

## Dengeki Black Maoh
A Dengeki Black Maoh (電撃黒（ブラック）「マ）王) egy japán szeinen manga magazin amit a MediaWorks ad ki. Negyedévente jelenik meg. Az első számot 2007. szeptember 17-én adták ki.